# Christopher George
Christopher George (Royal Oak, 25 febbraio 1928 – Los Angeles, 28 novembre 1983) è stato un attore statunitense.

## Biografia
Nativo di Royal Oak (Michigan), era figlio di una coppia di immigrati dalla Grecia: il padre John George, veterano della prima guerra mondiale, era originario di Tebe, mentre la madre Vaseleke era nata ad Atene. Durante l'infanzia, Christopher George seguì la famiglia in numerosi spostamenti dovuti al lavoro del padre, di professione commesso viaggiatore, e visse in parecchie città degli Stati Uniti come New York, Chicago, St. Louis, Memphis e Detroit.
Durante gli anni della sua formazione scolastica, George frequentò anche le scuole greche, il che gli consentì di continuare a parlare correntemente il greco, oltre che l'inglese. All'età di 14 anni si stabilì con la famiglia a Miami (Florida), dove studiò alla Shenandoah Elementary School e alla Miami Senior High School, e dove si distinse negli sport (football, baseball e calcio) e fece le sue prime esperienze di recitazione in ambito scolastico.
Nell'ottobre 1948, il diciassettenne George riuscì ad arruolarsi nella United States Marine Corps (USMC), mentendo sulla propria età (dichiarò di essere nato nel 1929), e trascorso un periodo di addestramento presso il Marine Corps Recruit Depos Parris Island, nel Carolina del Sud, al termine del quale fu promosso e inviato alla Marine Corps Base Quantico (Virginia) con l'Aircraft Engineering Squadron 12 (AES-12). Il servizio militare attivo durò tre anni, fino all'agosto 1952, periodo durante il quale George partecipò alla guerra di Corea come pilota di aerei da soccorso. Dopo il conflitto, rimase arruolato come sergente nella riserva del corpo dei Marines e prestò servizio ancora per quattro anni tra la Florida e la Georgia, congedandosi definitivamente nel settembre 1956. L'impegno prestato gli valse onorificenze quali la Marine Corps Good Conduct Medal e la National Defense Service Medal.
Rientrato a Miami, George completò gli studi universitari e conseguì una laurea in Business Administration, dopodiché esercitò svariati mestieri, quali l'investigatore privato e il barista, prima di dedicarsi definitivamente alla recitazione. Trasferitosi a New York, iniziò a lavorare in spot pubblicitari televisivi e studiò recitazione con Wynn Handman, fondatore dell'American Place Theatre. Durante questo periodo di apprendistato, partecipò a numerose produzioni teatrali off Broadway.

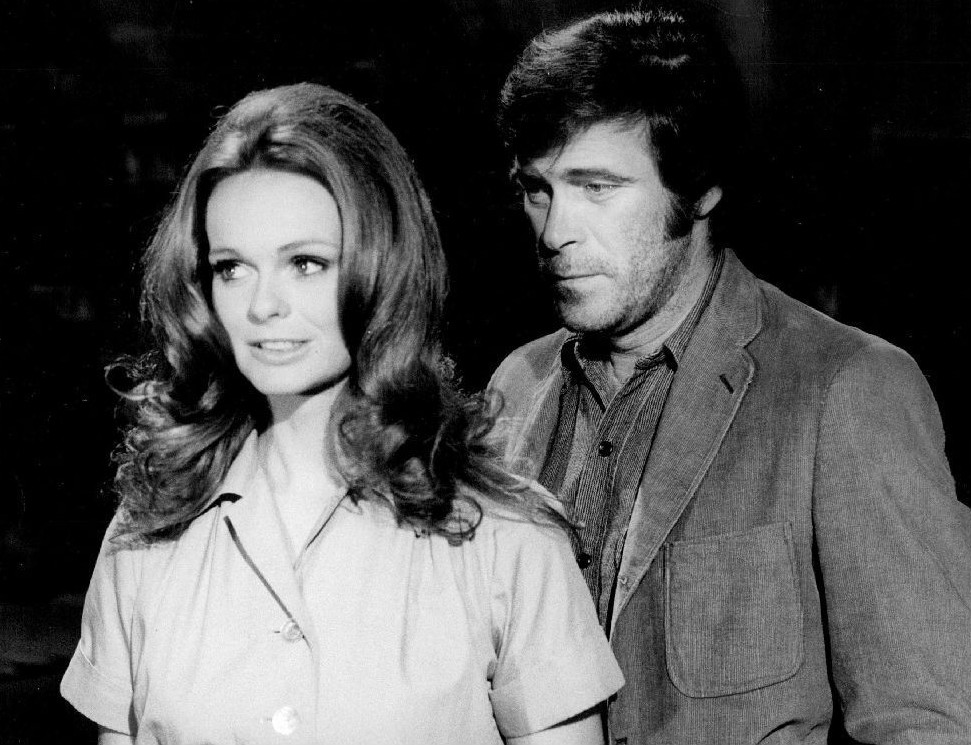
Christopher George con la moglie Lynda Day George nel telefilm Missione impossibile (1971)

Nel 1962 la sua carriera ebbe una svolta grazie alla partecipazione a una pubblicità televisiva per una crema da barba che gli diede la popolarità e gli valse il premio al New York Film Festival come miglior attore in uno spot commerciale. Seguirono subito dopo le prime apparizioni in serie televisive quali Vita da strega, mentre la carriera teatrale proseguiva a New York con la partecipazione a produzioni del Lemos Greek Repertory Theater, grazie alla capacità dell'attore di recitare disinvoltamente in lingua greca.
Nel 1965 fece il suo debutto cinematografico nel film bellico Prima vittoria, dove ebbe un brevissimo ruolo di marinaio morente, e dove ebbe l'opportunità di lavorare per la prima volta con John Wayne, suo idolo di gioventù. L'amicizia con Wayne portò alla continuazione del loro sodalizio artistico, a iniziare dal western El Dorado (1966), nel quale George ebbe il ruolo di Nelse McLeod, un abile pistolero dal volto sfregiato, che durante la pellicola incrocia ripetutamente il proprio cammino con quello di Cole Thornton (Wayne), l'altrettanto abile rivale con cui alla fine affronta lo scontro a fuoco decisivo.
Il 1966 fu un anno fondamentale per la carriera di George, che ottenne il ruolo di protagonista nella serie televisiva La pattuglia del deserto, nel ruolo del sergente Sam Troy, uno dei componenti di un'unità speciale di soldati alleati che partecipano alla campagna del Nordafrica durante la seconda guerra mondiale. La serie andò in onda per due stagioni, dal 1966 al 1968, e diede a George una grande popolarità presso il pubblico americano, oltre a procurargli una candidatura al Golden Globe come miglior attore in una serie televisiva. Durante questo periodo l'attore intraprese un tour in oriente con la United Service Organizations (USO), visitando le truppe americane impegnate nella Guerra del Vietnam.
Terminata la serie La pattuglia del deserto, George recitò da protagonista in film quali La grande rapina di Long Island (1968), al fianco di Tippi Hedren, Anno 2118: progetto X (1968), diretto da William Castle, e Uccidete il padrino (1969), in cui recitò accanto all'attore-cantante Fabian. Nel 1969 interpretò il ruolo di Ben Richards nell'episodio pilota della serie televisiva L'immortale, ruolo che riprese in complessivi 16 episodi. Nel 1970 interpretò il ruolo del detective Dan August in un film per la televisione intitolato House on Greenapple Road, spianando la strada a Burt Reynolds, al quale andò il ruolo di Dan August nell'omonima serie televisiva in onda nella stagione 1970-1971.
Per il grande schermo, George fu protagonista nel 1970 in Morgan il razziatore, e tornò accanto a John Wayne nei western Chisum (1970) e Quel maledetto colpo al Rio Grande Express (1973). Durante gli anni settanta apparve come guest star in serie televisive come Sulle strade della California (1974-1975), Uno sceriffo a New York (1975), Charlie's Angels (1979), Love Boat (1978-1979).
Dopo un'apparizione nel ruolo del comandante Wade McClusky nel kolossal bellico La battaglia di Midway (1976), George interpretò il ruolo del ranger Michael Kelly in Grizzly, l'orso che uccide (1976), che divenne una delle sue pellicole più popolari e che inaugurò una lunga serie di partecipazioni a B-movie, horror e film d'azione come Dixie Dinamite & Patsy Tritolo (1976), Paura nella città dei morti viventi (1980) di Lucio Fulci, Exterminator (1980), L'invincibile ninja (1981), Cambogia Express (1982).

## Vita privata
Christopher George incontrò per la prima volta a New York la futura moglie Lynda Day, su un set pubblicitario nel quale entrambi lavoravano come modelli. Si ritrovarono successivamente sul set del film The Gentle Rain, una produzione indipendente girata nel 1966, e recitarono di nuovo insieme nel western Chisum (1970). Nello stesso anno si sposarono e dal loro matrimonio nacquero due figli. La Day raggiunse la notorietà con il definitivo nome di Lynda Day George e apparve in alcuni dei film interpretati dal marito, come Terrore a 12 mila metri (1976) e Cruise Into Terror (1978), oltre a recitare con lui in episodi di serie televisive come F.B.I. (1970), Missione impossibile (1971), Wonder Woman (1976), Vega$ (1978).
Due mesi dopo il termine delle riprese dell'horror Obitorio, Christopher George morì improvvisamente per un attacco cardiaco il 28 novembre 1983, all'età di 55 anni, poco dopo il ricovero al Westside Hospital di Los Angeles. L'autopsia rivelò una contusione cardiaca la cui degenerazione poteva essere ricollegata alle gravi ferite alla schiena che l'attore aveva riportato anni prima, in occasione delle riprese in esterni della serie televisiva La pattuglia del deserto, quando la sua jeep si era ribaltata durante la realizzazione di una scena d'azione.
Al servizio funebre, celebrato presso il Westwood Memorial Park di Los Angeles, presenziò la Guardia d'Onore del Corpo dei Marines, che rese gli onori militari all'attore.

## Filmografia

### Cinema
- Prima vittoria (In Harm's Way), regia di Otto Preminger (1965) (non accreditato)
- The Gentle Rain, regia di Burt Balaban (1966)
- El Dorado, regia di Howard Hawks (1966)
- Anno 2118: progetto X (Project X), regia di William Castle (1968)
- Massacre Harbor, regia di John Peyser (1968)
- Gavilan, regia di William J. Jugo (1968)
- Uccidete il padrino (The Devil's 8), regia di Burt Topper (1969)
- 1000 aquile su Kreistag (The Thousand Plane Raid), regia di Boris Sagal (1969)
- La grande rapina di Long Island (Tiger by the Tail), regia di R.G. Springsteen (1970)
- Morgan il razziatore (The Delta Factor), regia di Tay Garnett (1970)
- Chisum, regia di Andrew V. McLaglen (1970)
- Quel maledetto colpo al Rio Grande Express (The Train Robbers), regia di Burt Kennedy (1973)
- Bad Charleston Charlie, regia di Ivan Nagy (1973)
- Sono fuggito dall'isola del diavolo (I Escaped from Devil's Island), regia di William Witney (1973)
- Pushing Up Daisies, regia di Ivan Nagy (1973) – non accreditato
- The Imbreaker, regia di George McCowan (1974)
- The Last Survivors, regia di Lee H. Katzin (1975)
- Grizzly, l'orso che uccide (Grizzly), regia di William Girdler (1976)
- Dixie Dinamite & Patsy Tritolo (Dixie Dynamite), regia di Lee Frost (1976)
- La battaglia di Midway (Midway), regia di Jack Frost (1976)
- Future animals (Day of the Animals), regia di William Girdler (1977)
- Whiskey Mountain, regia di William Grefe (1977)
- Questo sì che è amore, regia di Filippo Ottoni (1978)
- Cruise Into Terror, regia di Bruce Kessler (1978)
- Paura nella città dei morti viventi, regia di Lucio Fulci (1980)
- Exterminator (The Exterminator), regia di James Glickenhaus (1980)
- Graduation Day, regia di Herb Freed (1981)
- L'invincibile ninja (Enter the Ninja), regia di Menahem Golan (1981)
- Cambogia Express (Angkor: Cambodia Express), regia di Lek Kitaparaporn (1982)
- Pieces (Mil gritos tiene la noche), regia di Juan Piquer Simón (1982)
- Obitorio (Mortuary), regia di Howard Avedis (1983)

### Televisione
- Vita da strega (Bewitched) – serie TV, episodio 1x30 (1965)
- Thirteen Against Fate – serie TV, episodio 1x01 (1966)
- La pattuglia del deserto (The Rat Patrol) – serie TV, 58 episodi  (1966-1968)
- House on Greenapple Road, regia di Robert Day – film TV (1970)
- F.B.I. (The F.B.I.) – serie TV, episodio 5x23 (1970)
- L'immortale (The Immortal) – serie TV, 16 episodi (1969-1971)
- Missione impossibile (Mission: Impossible) – serie TV, episodio 6x12 (1971)
- Love, American Style – serie TV, episodi 3x01-4x20 (1971-1973)
- Escape, regia di John Llewelleyn Moxes – film TV (1971)
- Dead Men Tell No Tales, regia di Walter Grauman – film TV (1971)
- La missione di Peter String (Man on a String), regia di Joseph Sargent – film TV (1972)
- The Heist, regia di Don McDougall – film TV (1972)
- The Wide World of Mystery – serie TV, un episodio (1974)
- Difesa a oltranza (Owen Marshall: Counselor at Law) – serie TV, episodio 3x19 (1974)
- Thriller – serie TV, episodio 3x06 (1974)
- Sulle strade della California (Police Story) – serie TV, episodi 1x14-2x18 (1974-1975)
- Uno sceriffo a New York (McCloud) – serie TV, episodio 5x08 (1975)
- S.W.A.T. – serie TV, episodi 1x02-1x08-2x02 (1975)
- Wonder Woman – serie TV, episodio 1x03 (1976)
- Terrore a 12 mila metri (Mayday at 40,000 Feet!), regia di Robert Butler – film TV (1976)
- Vega$ – serie TV, episodio 1x11 (1978)
- Charlie's Angels – serie TV, episodio 3x16 (1979)
- Lobo – serie TV, episodio 1x0 (1979)
- Love Boat (The Love Boat) – serie TV, 4 episodi (1978-1979)
- Fantasilandia (Fantasy Island) – serie TV, 4 episodi (1978-1982)